# Partia X
Partia X – polska partia polityczna założona w 1990 przez Stanisława Tymińskiego (zarejestrowana w 1991), kandydata w wyborach prezydenckich w 1990. W ostatnich latach działalności (1995–1999) funkcjonowała pod uzupełnioną nazwą Partia X Patriotów Polskich.

## Historia
Tymiński zachęcony wynikiem wyborów prezydenckich w 1990, gdy przeszedł do drugiej tury, eliminując m.in. Tadeusza Mazowieckiego, postanowił założyć partię „X”.
Formalnie powołał ją Komitet Wyborczy Stanisława Tymińskiego 10 grudnia 1990, zaś rejestracja nastąpiła 13 marca 1991. I Krajowy Zjazd partii odbył się w dniach 11–12 maja 1991, na nim wybrano Stanisława Tymińskiego na przewodniczącego. Jego zastępcą został Józef Ciuruś, a rzecznikiem prasowym Władysław Jarzębowski. Na zjeździe uchwalono również Zadania programowe, Deklarację, Statut oraz kilkanaście uchwał. Działacze Partii „X” określali się jako „trzecia siła”, odcinając się od tradycyjnego podziału na partie prawicowe i lewicowe. Przed wyborami parlamentarnymi w 1991 PKW unieważniła, z powodów proceduralnych, 32 listy okręgowe partii, co wraz z uchybieniami regulaminowymi spowodowało utratę 90% kandydatów i prawa do ich wystawiania na liście krajowej. W tych wyborach partia uzyskała trzy mandaty poselskie. Partia X liczyła około ośmiu tysięcy członków. W 1991 i 1992 doszło do rozłamów. Rozłamowcy założyli Partię Pracy oraz Partię „X” – Frakcję Polską, które nie odegrały żadnej roli na scenie politycznej. 
Przed wyborami parlamentarnymi w 1993 Partia X przedstawiała swój program – „Plan X”. Tym razem jednak nie zdobyła żadnych miejsc w parlamencie. Przed wyborami prezydenckimi w 1995 nie udało się zebrać wystarczającej liczby podpisów niezbędnych do zgłoszenia kandydatury Stanisława Tymińskiego. W 1995 szefem Partii X został dotychczasowy zastępca Józef Kossecki, a Stanisław Tymiński został przywódcą honorowym. Wówczas grupa działaczy wystąpiła z inicjatywą zmiany nazwy partii na Partia X Patriotów Polskich (Stanisław Tymiński był temu przeciwny). Partia X nie wzięła udziału w żadnej z następnych kampanii wyborczych. W 1997 Partia X Patriotów Polskich została wykreślona z rejestru partii, ponieważ jej statut nie spełniał wymogów nowej ustawy o partiach politycznych. Nie uwzględniał oddziałów terenowych oraz nie określał przy organach statutowych wielkości kworum niezbędnego do podejmowania uchwał. Pod nazwą Partia X ugrupowanie zostało jednak zarejestrowane w nowej ewidencji i wykreślone oraz postawione w stan likwidacji 15 lutego 1999. Sąd Administracyjny w dniu 17 czerwca 1999 podtrzymał tę decyzję.
W 1991 założony został organ prasowy partii – „List X”.

## Struktura i działacze
Władze partii stanowiły Kongres Krajowy, Reprezentacja Krajowa i Przywódca Partii.
Posłowie Partii X (I kadencja Sejmu III Rzeczypospolitej): 
- Antoni Czajka
- Kazimierz Chełstowski
- Waldemar Jędryka